# Eumestleta
Eumestleta là một chi bướm đêm thuộc họ Erebidae, hiện tại nó được coi là đồng nghĩa của Eublemma.

## Former species
- Eumestleta cinnamomea Herrich-Schäffer, 1868
- Eumestleta irresoluta Dyar, 1919
- Eumestleta recta Guenée, 1852